# Протокол точного времени
PTP (англ.  Precision Time Protocol — «протокол точного времени») — протокол, используемый для синхронизации часов по компьютерной сети. В локальных сетях он достигает точности синхронизации менее микросекунды, что обеспечивает удобство для измерительных систем и систем управления.
PTP был изначально определён как стандарт IEEE 1588—2002 с официальным названием «Стандарт протокола синхронизации точного времени для сетевых измерительных систем и систем управления» и опубликован в 2002 году. В 2008 году была выпущена новая редакция стандарта IEEE 1588—2008. В новой версии, известной как PTP Version 2, повышена точность и устойчивость, но была потеряна обратная совместимость с оригинальной версией 2002—2003 года.
IEEE 1588—2008 вводит понятие Transparent Clock (ТС), относящееся к сетевому оборудованию, которое используется для передачи сообщений PTP. TC изменяет содержание сообщения PTP, когда они проходят через устройство. Метки времени в сообщениях корректируются на величину времени, потраченного на прохождение через сетевое оборудование. Эта схема повышает точность раздачи времени потребителям, компенсируя изменчивость времени доставки сообщений по сети.